# Małpi kłopot
Małpi kłopot (ang. Monkey Trouble) – amerykańsko-włosko-japoński film komediowy z 1994 roku wyreżyserowany przez włoskiego reżysera Franco Amurriego. Wyprodukowany przez amerykańskie studio New Line Cinema.
Premiera filmu miała miejsce 18 marca 1994 roku.

## Opis fabuły
Mała Eva (Thora Birch) postanawia przygarnąć małpkę kapucynkę, która nazywa się Dodger. Zwierzątko, wytresowane przez poprzedniego właściciela, kataryniarza Azro (Harvey Keitel), kradnie wszystko, co wpadnie mu w łapki. Sprowadza więc na Evę mnóstwo kłopotów. Tymczasem Azro chce odzyskać pupila.

## Obsada
Źródło: Filmweb
- Thora Birch jako Eva Boylan
- Mimi Rogers jako Amy Gregory
- Christopher McDonald jako Tom "Tommy" Gregory
- Kevin Scannell jako Peter Boylan
- Alison Elliott jako Tessa
- Victor Argo jako Charlie
- Adam LaVorgna jako Cates

i inni